# Coffy
Coffy és una pel·lícula de Jack Hill estrenada el 1973, representativa de la Blaxploitation, i avui famosa per la seva banda sonora, la música original de la qual és signada pel vibrafonista Roy Ayers.Ha estat doblada al català.

## Argument
Coffy és infermera. Quan la seva germana es droga, decideix agafar les armes i de llançar-se a un combat contra els camells.

## Repartiment
- Pam Grier: Coffy
- Booker Bradshaw: Howard Brunswick
- Robert DoQui: King George
- William Elliott: Carter
- Allan Arbus: Arturo Vitroni
- Sid Haig: Omar
- Barry Cahill: McHenry
- Jeff Burton: Dr. Brannan
- Eugene Jackson: L'home del rally (No surt als crèdits)
- Lyman Ward: l'ajudant

## Banda original
La música original d'aquesta pel·lícula ha estat composta per Roy Ayers. Dee Dee Bridgewater, llavors al començament de la seva carrera com a sidewoman  així com el seu marit trompetista buggliste Cecil Bridgewate per assegurar les veus dels títols 1 i 7.

### Títols
1. Coffy Is The Color - 3:03
2. Priscilla's Theme - 3:58
3. King George - 3:00
4. Aragon - 2:55
5. Coffy Sauna - 2:16
6. King's Last Ride - 1:10
7. Coffy Baby - 2:26
8. Brawling Broads - 2:46
9. Escape - 2:18
10. Shining Symbol - 3:53
11. Exotic Dance - 3:18
12. Making Love - 2:49
13. Vittroni's Theme - King Is Dead - 2:03
14. End Of Sugarman - 1:05

### Intèrprets de la banda original
- Roy Ayers: vibrafon + veu (1 i 3)
- Richard Davis: baix acustic i elèctric
- Dennis Davis: bateria
- Cecil Bridgewater: buggle
- Billy Nichols, Bob Rose: guitarra
- Harry Whitaker: piano elèctric, orgue, clavicordi, piano
- William King: congues, bongos, percussions
- Emanuel Vardi, Haffy Lookofsky, Irving Spice: instruments de cordes
- Garnett Brown, Wayne Andre: trombó
- Jon Faddis: trompeta
- Dee Dee (Denise) Bridgewater: veu (1 i 7)
- Wayne Garfield: veu (1 i 10)

## Al voltant de la pel·lícula
Vint-i-cinc anys més tard per la música de la seva pròpia pel·lícula Jackie Brown destaca la mateixa actriu, Pam Grier, Quentin Tarantino va utilitzar quatre estractes de la banda original de Coffy
Sid Haig, que interpreta aquesta pel·lícula, farà també una aparició a Jackie Brown : fa del jutge que condemna Jackie. Coffy  és un dels seus primers films.